# Havel nördlich Havelberg
Havel nördlich Havelberg este o arie protejată (arie specială de conservare — SAC, sit de importanță comunitară — SCI) din Germania întinsă pe o suprafață de 213 ha, integral pe uscat.

## Localizare
Centrul sitului Havel nördlich Havelberg este situat la coordonatele 52°51′18″N 12°03′04″E / 52.855°N 12.0511°E.

## Înființare
Situl Havel nördlich Havelberg a fost declarat sit de importanță comunitară în octombrie 2000 pentru a proteja 10 specii de animale. Situl a fost protejat și ca arie specială de conservare în decembrie 2018.

## Biodiversitate
Situată în ecoregiunea continentală, aria protejată conține 5 habitate naturale: Lacuri eutrofice naturale cu vegetație de tip Magnopotamion sau Hydrocharition, Cursuri de apă de la nivel de câmpie la nivel montan, cu vegetație Ranunculion fluitantis și Callitricho-Batrachion, Liziere de ierburi înalte hidrofile de câmpie și de nivel montan până la alpin, Păduri aluvionare cu Alnus glutinosa și Fraxinus excelsior (Alno-Padion, Alnion incanae, Salicion albae), Păduri mixte riverane de Quercus robur, Ulmus laevis și Ulmus minor, Fraxinus excelsior sau Fraxinus angustifolia, de-a lungul marilor râuri (Ulmenion minoris).
La baza desemnării sitului se află mai multe specii protejate:
- amfibieni (1): buhai de baltă cu burta roșie (Bombina bombina)
- mamifere (2): castor (Castor fiber), vidră de râu (Lutra lutra)
- pești (7): avat (Aspius aspius), Cobitis taenia Complex, Lampetra fluviatilis, Petromyzon marinus, boarță (Rhodeus amarus), Romanogobio belingi, somonul (Salmo salar)

Pe lângă speciile protejate, pe teritoriul sitului au mai fost identificate 2 specii de plante, 2 specii de amfibieni, 5 specii de mamifere, 12 specii de nevertebrate, 7 specii de pești, 1 specie de reptile.